# Kangnasaurus
Kangnasaurus („ještěr z Kangna“) byl rod ptakopánvých dinosaurů z období spodní křídy.

## Objev a popis
Znalosti o tomto taxonu jsou založeny na nálezech zubů v Jižní Africe. Vzhledem k tomuto nedostatečnému materiálu je považován za nomen dubium. V současnosti je klasifikován jako příslušník čeledi Dryosauridae. Typovým druhem je Kangnasaurus coetzeei, kterého roku 1915 popsal paleontolog a geolog Sidney H. Haughton. Přesnější rozměry tohoto ornitopoda jsou v současnosti neznámé.

## Klasifikace
Příbuznými rody tohoto bazálního (vývojově primitivního) dryosaurida byly například severoamerický Dryosaurus a evropský Eousdryosaurus, žijící v období svrchní jury. Podle novějších fylogenetických analýz mohli nejbližší příbuzní tohoto taxonu pocházet z okruhu malých bazálních ornitopodů, jako je Morrosaurus nebo Chakisaurus.